# Enköpings-Näs församling
Enköpings-Näs församling var en församling i Uppsala stift och i Enköpings kommun i Uppsala län. Församlingen uppgick 2006 i Södra Åsunda församling.

## Administrativ historik
Församlingen har medeltida ursprung. Namnet var före den 1 januari 1886 (ändring enligt beslut den 17 april 1885) Näs församling. Innan ändringen hade dock bruket av namnet Enköpings-Näs redan förekommit.
Församlingen utgjorde till 1937 ett eget pastorat. Från 1937 till 1962 utgjorde församlingen annexförsamling i pastoratet Svinnegarn, Enköpings-Näs och Teda för att från 1962 till 2006 vara annexförsamling i Tillinge pastorat. Församlingen uppgick 2006 i Södra Åsunda församling.

## Kyrkor
- Enköpings-Näs kyrka